# Ancenis-Saint-Géréon
Ancenis-Saint-Géréon (prononcé [ɑ̃s.ni.sɛ̃.ʒe.ʁe.ɔ̃]) est une commune nouvelle française située dans le département de la Loire-Atlantique, en région Pays de la Loire et née le 1er janvier 2019 de la fusion des communes d'Ancenis et Saint-Géréon.

## Géographie

### Situation
Ancenis-Saint-Géréon fait partie du Pays nantais et plus précisément du pays d'Ancenis.
Elle est située sur la Loire, à l'est du département de la Loire-Atlantique et en bordure de celui du Maine-et-Loire. En effet, bien que majoritairement sur la rive droite, une partie de son territoire est située soit sur des îles de Loire (l'Île aux Moines) soit sur la rive gauche du fleuve (l'Île Coton, l'Île Verte). La ville est à 35 km à l'est de Nantes, à 50 km à l'ouest d'Angers, à 50 km au nord de Cholet, et à 50 km au sud de Châteaubriant.
Ancenis-Saint-Géréon est une commune urbaine constituant le pôle urbain de l'aire urbaine d'Ancenis ; cette aire urbaine fait partie de l'espace urbain de Nantes-Saint-Nazaire (cf. Liste des communes de la Loire-Atlantique).

### Géologie et relief
La commune a une superficie de 27,58 km2, elle est érigée en plaine, en terrain assez plat peu vallonné. Le point culminant de la ville est évalué à 51 m, soit un écart de 46 m avec la minimale. La Loire explique le relief assez bas. Ancenis est construite à l'origine sur une île, une butte d'origine schisteuse dont les bras de Loire qui l’entouraient ont été comblés ensuite. La commune est située en bordure du bassin houiller de Basse Loire,.

### Hydrographie
Elle inclut principalement la Loire qui la traverse dans sa partie sud-ouest. Le ruisseau la Davrays aujourd'hui majoritairement couvert donne l'ancienne limite entre Ancenis et Saint-Géréon avant de se jeter dans le fleuve. À l'est, le marais de Grée, « espace naturel et sensible départemental », marque la limite entre Ancenis et Saint-Herblon. S'y ajoutent plusieurs étangs comme celui de La Planche, ou l'étang artificiel du Clos Géréon.

### Climat
Le climat qui caractérise la commune est qualifié, en 2010, de « climat océanique altéré », selon la typologie des climats de la France qui compte alors huit grands types de climats en métropole. En 2020, la commune ressort du même type de climat dans la classification établie par Météo-France, qui ne compte désormais, en première approche, que cinq grands types de climats en métropole. Il s’agit d’une zone de transition entre le climat océanique, le climat de montagne et le climat semi-continental. Les écarts de température entre hiver et été augmentent avec l'éloignement de la mer. La pluviométrie est plus faible qu'en bord de mer, sauf aux abords des reliefs.
Les paramètres climatiques qui ont permis d’établir la typologie de 2010 comportent six variables pour les températures et huit pour les précipitations, dont les valeurs correspondent aux données mensuelles sur la normale 1971-2000. Les sept principales variables caractérisant la commune sont présentées dans l'encadré ci-après.
| Paramètres climatiques communaux sur la période 1971-2000 - Moyenne annuelle de température : 12 °C - Nombre de jours avec une température inférieure à −5 °C : 1,5 j - Nombre de jours avec une température supérieure à 30 °C : 4,3 j - Amplitude thermique annuelle : 13,9 °C - Cumuls annuels de précipitation : 744 mm - Nombre de jours de précipitation en janvier : 12 j - Nombre de jours de précipitation en juillet : 5,7 j |

Avec le changement climatique, ces variables ont évolué. Une étude réalisée en 2014 par la Direction générale de l'Énergie et du Climat complétée par des études régionales prévoit en effet que la  température moyenne devrait croître et la pluviométrie moyenne baisser, avec toutefois de fortes variations régionales. La station météorologique de Météo-France installée sur la commune et en service de 1964 à 2013 permet de connaître l'évolution des indicateurs météorologiques. Le tableau détaillé pour la période 1981-2010 est présenté ci-après.
| Mois                                  | jan.             | fév.             | mars          | avril           | mai            | juin          | jui.           | août           | sep.            | oct.            | nov.            | déc.             | année      |
| ------------------------------------- | ---------------- | ---------------- | ------------- | --------------- | -------------- | ------------- | -------------- | -------------- | --------------- | --------------- | --------------- | ---------------- | ---------- |
| Température minimale moyenne (°C)     | 2,8              | 2,5              | 4,3           | 5,8             | 9,3            | 12            | 13,9           | 13,8           | 11,2            | 8,9             | 5,3             | 3                | 7,8        |
| Température moyenne (°C)              | 5,9              | 6,3              | 9             | 11,2            | 14,9           | 18,1          | 20,1           | 20,1           | 17,2            | 13,5            | 8,9             | 6,2              | 12,7       |
| Température maximale moyenne (°C)     | 9                | 10,2             | 13,7          | 16,5            | 20,4           | 24,2          | 26,3           | 26,4           | 23,1            | 18              | 12,5            | 9,3              | 17,5       |
| Record de froid (°C) date du record   | −13,8 17.01.1985 | −12,6 22.02.1986 | −9,6 01.03.05 | −3,5 12.04.1986 | 0,1 14.05.1995 | 3,2 01.06.06  | 5,4 05.07.1965 | 5,4 31.08.1986 | 1,5 29.09.07    | −3,8 30.10.1997 | −7,2 21.11.1993 | −10,7 31.12.1996 | −13,8 1985 |
| Record de chaleur (°C) date du record | 18,7 27.01.03    | 21 15.02.1998    | 25,8 20.03.05 | 30,9 30.04.05   | 32,2 30.05.03  | 38,5 22.06.03 | 39,7 18.07.06  | 41 10.08.03    | 34,5 19.09.1987 | 31,8 02.10.11   | 21,8 02.11.1970 | 18 10.12.1978    | 41 2003    |
| Précipitations (mm)                   | 85,8             | 64,9             | 56,8          | 59,6            | 63,7           | 45,3          | 49,8           | 44,8           | 57,9            | 81,8            | 80,7            | 90,5             | 781,6      |

## Urbanisme

### Typologie
Au 1er janvier 2024, Ancenis-Saint-Géréon est catégorisée petite ville, selon la nouvelle grille communale de densité à sept niveaux définie par l'Insee en 2022.
Elle appartient à l'unité urbaine d'Ancenis-Saint-Géréon, une unité urbaine monocommunale constituant une ville isolée,. Par ailleurs la commune fait partie de l'aire d'attraction d'Ancenis-Saint-Géréon, dont elle est la commune-centre,. Cette aire, qui regroupe 12 communes, est catégorisée dans les aires de 50 000 à moins de 200 000 habitants,.

## Toponymie
Le nom de la commune est composé du nom de ses communes fondatrices, Ancenis et Saint-Géréon.

### Ancenis
Le nom de la localité, dans les anciens actes, est attesté sous les formes Anciniensis Plebs au XIIe siècle et Ancenisiumen 1287.
Il serait issu de l'anthroponyme latin Antius et du suffixe d'appartenance -ensem.
Un autre hypothèse indique que le nom nom d'Ancenis vient probablement de la langue celtique (gaulois ou breton apparenté). Ank (resserrement, exigu en breton) et Eniz : « île » en vieux-breton, attestant d'une ville bâtie sur une île de la Loire, constituée par une butte schisteuse, l'« île d'Ank ».
L'historien Bertrand Boquien lors de sa conférence intitulée « Ancenis, port de Loire oublié » le lundi 10 juin 2013, évoque le nom Ancenis ; « Le toponyme de la ville est celtique et la terminaison enis (mot celte qui en français signifie "île") correspond à la réalité géographique. En effet, située sur la rive droite de la Loire, à une centaine de kilomètres de l'océan, Ancenis est bâtie sur une butte schisteuse (schistes lie de vin et vert amande) qu'entoure une dépression en voie de comblement ».
D'autres explications ont été avancées par le passé mais paraissent moins convaincantes : Rigord, dans sa Vie de Philippe-Auguste, parle d'Ancenis et l'appelle Andenesium, mot qui se rapproche beaucoup de l'étymologie an-den-ès qui signifie « belle forêt et rivière... » en gaulois,.
Le nom d'Ancenis en gallo, la langue d'oïl locale, est écrit Anceni selon l'écriture ABCD ou Ançni et Aunçni selon l'écriture MOGA. En gallo, le nom de la commune se prononce [ɑ̃.sni] ou [ɑ̃ː.sni],.
Ancenis se traduit par Ankiniz en breton moderne.

### Saint-Géréon
Le nom de la commune est directement issu du saint patron placé comme protecteur de la paroisse. Il fait référence au centurion de la légion thébaine, Géréon de Cologne, martyr chrétien du IIIe siècle.
Le nom de la localité est attesté sous les formes Sancti Gereonis Aurelianis en 1104, Saint Geno en 1123, Sanctus Geronus en 1278.
Le nom gallo de la commune est Saint-Jérion, en écriture ABCD, ou Sènt Jérion en écriture MOGA. Le nom gallo se prononce [sɛ̃ʒerjɔ̃].
En breton, son nom est Sant-Gerent.

## Histoire
Ancenis-Saint-Géréon est née du projet de regroupement des communes d'Ancenis et Saint-Géréon initialement envisagé pour le 1er janvier 2018,. Refusé le 27 mars 2017 par le conseil municipal de Saint-Géréon par 12 voix contre et 11 pour, la préfecture de Loire-Atlantique décide qu'un nouveau vote devra avoir lieu, ce qui motive la démission d'une partie du conseil municipal de Saint-Géréon en juin de la même année,.
Le 23 mars 2018, au second vote proposant la création d'une commune nouvelle entre Ancenis et Saint-Géréon, le « oui » l'emporte dans chacun des deux conseils municipaux.
L'arrêté préfectoral du 26 septembre 2018 crée Ancenis-Saint-Géréon, 8e commune nouvelle de la Loire-Atlantique avec une date d'effet au 1er janvier 2019.

## Politique et administration

### Liste des maires
Sous le régime des conditions de la loi NOTRe qui modifie le Code général des collectivités territoriales, le maire a été élu lors de la première réunion du conseil municipal suivant la création de la commune. Jean-Michel Tobie (ancien maire de la commune d'Ancenis) a été élu 1er maire de la ville d'Ancenis-Saint-Géréon.
| Période        | Période        | Identité          | Étiquette | Qualité |
| -------------- | -------------- | ----------------- | --------- | --- |
| 7 janvier 2019 | 3 juillet 2020 | Jean-Michel Tobie | LREM      | Médecin Conseiller général d'Ancenis (2004-2015) Président de la CC du Pays d'Ancenis (2014-2020) Maire d'Ancenis (2001-2018)                  |
| 3 juillet 2020 | En cours       | Rémy Orhon        | DVG-T44   | Ingénieur territorial Conseiller départemental d'Ancenis-Saint-Géréon (depuis 2021) 4e vice-président de la CC du Pays d'Ancenis (depuis 2020) |

### Conseil municipal
Jusqu'aux élections municipales de 2020, le conseil municipal de la nouvelle commune était constitué de tous les conseillers municipaux issus des conseils des anciennes communes.
A l'issue du 1er conseil municipal, 13 adjoints ont été nommés.

### Communes fondatrices
Le chef-lieu de la nouvelle commune est fixé à Ancenis.
| Nom             | Code Insee | Code postal | Superficie (km2) | Population (dernière pop. légale) | Densité (hab./km2) | Modifier                                    |
| --------------- | ---------- | ----------- | ---------------- | --------------------------------- | ------------------ | ------------------------------------------- |
| Ancenis (siège) | 44003      | 44150       | 20,07            | 7 656 (2016)                      | 381                | modifier les données · modifier les données |
| Saint-Géréon    | 44160      | 44150       | 7,51             | 2 939 (2016)                      | 391                | modifier les données · modifier les données |

L'arrêté préfectoral du 26 septembre 2018 portant création de la commune nouvelle d'Ancenis-Saint-Géréon ne l'ayant pas prévu conformément au souhait des deux conseils municipaux, les anciennes communes d'Ancenis et de Saint-Géréon ne jouissent pas de la qualité de communes déléguées,.

## Population et société

### Démographie
L'évolution du nombre d'habitants est connue à travers les recensements de la population effectués dans la commune depuis 2016. Pour les communes de plus de 10 000 habitants les recensements ont lieu chaque année à la suite d'une enquête par sondage auprès d'un échantillon d'adresses représentant 8 % de leurs logements, contrairement aux autres communes qui ont un recensement réel tous les cinq ans,.

En 2022, la commune comptait 11 346 habitants, en évolution de +7,09 % par rapport à 2016 (Loire-Atlantique : +6,68 %, France hors Mayotte : +2,11 %).
| 2016   | 2021   | 2022   |
| ------ | ------ | ------ |
| 10 595 | 11 099 | 11 346 |

## Culture locale et patrimoine

### Personnalités liées à la commune
- Simon Berryer alias Sim (1927-2009), acteur, chanteur, humoriste, écrivain et animateur ayant vécu une partie de sa jeunesse à Ancenis entre 1942 et 1946 alors que ses parents tenaient le cinéma L'Eden[47].
- Anne Libault de la Chevasnerie (1888-1976) première femme maire de la commune de Saint-Géréon de 1947 à 1953[48].